# Bisdom Itapipoca
Het bisdom Itapipoca (Latijn: Dioecesis Itapipocana) is een rooms-katholiek bisdom met als zetel Itapipoca, in Brazilië. Het bisdom is suffragaan aan het aartsbisdom Fortaleza.

## Geschiedenis
Het bisdom werd opgericht op 13 maart 1971, uit delen van het aartsbisdom Fortaleza.

## Parochies
Het bisdom had in 2021 een oppervlakte van 11.266 km2 en telde 523.571 inwoners waarvan 84,8% rooms-katholiek was.

## Bisschoppen
- Paulo Eduardo Andrade Ponte (25 juni 1971 - 20 maart 1984)
- Benedito Francisco de Albuquerque (4 januari 1985 - 25 mei 2005)
- Antônio Roberto Cavuto (25 mei 2005 - 7 oktober 2020)
- Rosalvo Cordeiro de Lima (7 oktober 2020 - heden)

Fortaleza (aartsbisdom) · Crateús · Crato · Iguatu · Itapipoca · Limoeiro do Norte · Quixadá · Sobral · Tianguá